# Liste der Kulturgüter in Siders
Die Liste der Kulturgüter in Siders enthält alle Objekte in der Gemeinde Siders (französisch Sierre) im Kanton Wallis, die gemäss der Haager Konvention zum Schutz von Kulturgut bei bewaffneten Konflikten, dem Bundesgesetz vom 20. Juni 2014 über den Schutz der Kulturgüter bei bewaffneten Konflikten sowie der Verordnung vom 29. Oktober 2014 über den Schutz der Kulturgüter bei bewaffneten Konflikten unter Schutz stehen.
Objekte der Kategorien A und B sind vollständig in der Liste enthalten, Objekte der Kategorie C fehlen zurzeit (Stand: 1. Januar 2023).

## Kulturgüter
| Foto |                                                                                           | Objekt | Kat. | Typ | Standort                                           | Beschreibung |
| ---- | ----------------------------------------------------------------------------------------- | --- | ---- | --- | -------------------------------------------------- | --- |
| ja   | Datei hochladen · Wikidata zu Kraftwerk und Gebäude von Alusuisse (Q29573921)             | Elektrizitätswerk und Alusuisse-Gebäude / Centrale électrique et bâtiments Alusuisse KGS-Nr.: 07007         | A    | G   | Route de Sous-Géronde 87 607850 / 125770           | |
| ja   | Datei hochladen · Wikidata zu Kapelle Saint-Ginier (Q29927435)                            | Kapelle Saint-Ginier / Chapelle Saint-Ginier KGS-Nr.: 07002                                                 | B    | G   | Route de Saint-Ginier 19a 606212 / 126917          | |
| ja   | Datei hochladen · Wikidata zu Château Bellevue (Rathaus) (Q29927436)                      | Château Bellevue (Rathaus) KGS-Nr.: 07003                                                                   | B    | G   | Rue du Bourg 14 607373 / 126848                    | Patrizierhaus aus dem 17. Jahrhundert; 1888 auf Anregung von Michel Zufferey zum Hotel Château Bellevue umgebaut; 1964 Kauf der Stadt Siders, Umnutzung zum Rathaus; 2003-2005 Neugestaltung des Rathausgartens durch Maurus Schifferli und Simon Schöni |
| ja   | Datei hochladen · Wikidata zu Château de Villa (Q2970983)                                 | Château de Villa KGS-Nr.: 07004                                                                             | B    | G   | Rue Sainte-Catherine 2 606372 / 126970             | |
| ja   | Datei hochladen · Wikidata zu Château des Vidomnes (Q29927439)                            | Château des Vidomnes KGS-Nr.: 07005                                                                         | B    | G   | Rue du Bourg 24 607427 / 126898                    | |
| ja   | Datei hochladen · Wikidata zu Château Mercier (Q2967944)                                  | Château Mercier mit Nebengebäude und Garten / Château Mercier avec dépendance et jardin KGS-Nr.: 07006      | B    | G   | Montée du Château 19 606849 / 126960               | |
| ja   | Datei hochladen · Wikidata zu Kirche Notre-Dame des Marais (Q29927444)                    | Kirche Notre-Dame des Marais / Église Notre-Dame des Marais KGS-Nr.: 07008                                  | B    | G   | Rue Edmond-Bille 2 607339 / 127064                 | |
| ja   | Datei hochladen · Wikidata zu Kirche Sainte-Catherine (Q29927445)                         | Kirche Sainte-Catherine / Église Sainte-Catherine KGS-Nr.: 07009                                            | B    | G   | Rue du Bourg 26c 607518 / 126913                   | |
| ja   | Datei hochladen · Wikidata zu Kloster Géronde (Q3001636)                                  | Kloster Géronde, Kirche und Gelände / Couvent de Géronde, église et site KGS-Nr.: 07010                     | B    | G   | Géronde, Chemin des Bernardines 53 608025 / 125939 | |
| ja   | Datei hochladen · Wikidata zu Ruine der mittelalterlichen Kapelle Saint-Félix (Q29927449) | Ruine der mittelalterlichen Kapelle Saint-Félix / Ruine de la chapelle Saint-Félix médiévale KGS-Nr.: 07011 | B    | G   | Géronde, Chemin des Bernardines 608189 / 126079    | |
| ja   | Datei hochladen · Wikidata zu Burgruine Granges (Q29927450)                               | Mittelalterlicher Burghügel / Colline des châteaux médiéval KGS-Nr.: 07012                                  | B    | F   | Granges, Route de la Crête-Blanche 602099 / 122989 | |
| BW   | Datei hochladen · Wikidata zu Château Tavelli (Q131404214)                                | Château Tavelli KGS-Nr.: 07013                                                                              | B    | G   | Rue du Coin 9 601820 / 123026                      | |
| BW   | Datei hochladen · Wikidata zu (Q29927455)                                                 | Höhlen unbekannter Zeitstellung / Grottes période inconnue KGS-Nr.: 07014                                   | B    | G   | Géronde, Routes des Falaises 608119 / 125779       | |
| ja   | Datei hochladen · Wikidata zu Haus de Chastonay – Glarey (Q29927458)                      | Maison de Chastonay / Glarey KGS-Nr.: 07015                                                                 | B    | G   | Route du Simplon 35 608011 / 127296                | |
| ja   | Datei hochladen · Wikidata zu Haus Pancrace de Courten (Q29927460)                        | Haus Pancrace de Courten / Maison Pancrace de Courten KGS-Nr.: 07016                                        | B    | G   | Rue du Bourg 30 607587 / 126985                    | |
| ja   | Datei hochladen · Wikidata zu Eisenbrücke über die Rhône (Q29891984)                      | Eisenbrücke über die Rhone / Pont de fer sur le Rhône KGS-Nr.: 07017                                        | B    | G   | Grande Avenue 607858 / 125656                      | Objekt liegt hälftig auf dem Gemeindegebiet von Chippis (KGS-Nr. 6692). |
| ja   | Datei hochladen · Wikidata zu Goubing Turm (Q29927461)                                    | Goubing-Turm / Tour de Goubing KGS-Nr.: 07018                                                               | B    | G   | Chemin de Goubing 24 607916 / 127054               | |
| BW   | Datei hochladen · Wikidata zu (Q29927442)                                                 | Zinnfigurensammlung / collection d’étains KGS-Nr.: 08747                                                    | B    | S   | Rue du Bourg 14 607360 / 126849                    | |
| ja   | Datei hochladen · Wikidata zu Walliser Rebbau- und Weinmuseum (Q27488843)                 | Walliser Rebbau- und Weinmuseum / Musée valaisan de la vigne et du vin KGS-Nr.: 10704                       | B    | S   | Rue Sainte-Catherine 6 606384 / 126928             | |
| BW   | Datei hochladen                                                                           | Pfarrhaus Sainte-Catherine / Cure Sainte-Catherine KGS-Nr.: 17370                                           | B    | G   | Avenue Max Huber 16 607601 / 127073                | |
| BW   | Datei hochladen                                                                           | Maison De Chastonay KGS-Nr.: 17371                                                                          | B    | G   | Rue du Bourg 26 607464 / 126898                    | |
| BW   | Datei hochladen                                                                           | Villa Truffer KGS-Nr.: 17372                                                                                | B    | G   | Chemin des Vieilles-Cibles 1 607656 / 126865       | |
| BW   | Datei hochladen                                                                           | Bains de Géronde KGS-Nr.: 17374                                                                             | B    | G   | Chemin du Grand-Lac 14 607820 / 126587             | |
| BW   | Datei hochladen                                                                           | Kirche Sainte-Croix / Église Sainte-Croix KGS-Nr.: 17375                                                    | B    | G   | Avenue de France 4, 4a 606666 / 126715             | |
| BW   | Datei hochladen                                                                           | Kirche Sainte-Thérèse de Lisieux / Église Sainte-Thérèse de Lisieux KGS-Nr.: 17376                          | B    | G   | Noës, Montée des Pèlerins 2 605211 / 125410        | |
| BW   | Datei hochladen                                                                           | Villa Beau-Soleil KGS-Nr.: 17377                                                                            | B    | G   | Chemin des Cyprès 1 606952 / 127063                | |
| BW   | Datei hochladen                                                                           | Villa Turini KGS-Nr.: 17378                                                                                 | B    | G   | Route de Sion 9 606798 / 126670                    | |
| BW   | Datei hochladen                                                                           | Maison du Remuage KGS-Nr.: 17379                                                                            | B    | G   | Rue de Tservetta 607228 / 127248                   | |
| BW   | Datei hochladen                                                                           | Villa Papon KGS-Nr.: 17380                                                                                  | B    | G   | Place Beaulieu 3 607010 / 126636                   | |
| BW   | Datei hochladen                                                                           | Granges, drei Brunnen / Granges, trois puits KGS-Nr.: 17453                                                 | B    | G   | Rue de Fauporte / Rue du Coin 601925 / 123034      | |